# Мечеть Нур Гасыр
Мечеть «Нур Гасы́р» (каз. «Нұр Ғасыр» мешіті) — мечеть, рассчитанная на 3500 молящихся, расположенная по проспекту Абилкайыр хана, возле 12-го микрорайона города Актобе.
В здании мечети также расположены областной музей «Руханият», столовая и медресе на 25 учащихся.

## Этимология
Название мечети состоит из двух казахских слов арабского происхождения: «Нур» (каз. Нұр) — свет, сияние и «Гасыр» (каз. Ғасыр) — век, столетие, эпоха. Таким образом название можно перевести как «Светлый век». Добавление приставки «Нур» в названия различных объектов в Казахстане связано с тем, что имя президента страны тоже начинается со слова «Нур».

## История

### Строительство и сбор пожертвований
Руководителем строительства мечети «Нур Гасыр» был назначен профессор АРГУ им. Жубанова Закратдин Байдосов, он же стал руководителем фонда «Ақтөбе мешіті» для сбора пожертвований. Застройщиками стали ТОО «Интерстиль» и «МастерСтройАльянс», а также другие, более мелкие, строительные компании.
Начиная с 2005 года до 2 января 2009 года на строительство мечети жителями города и предпринимателями было пожертвовано 1 млрд 960 млн 445 тысяч тенге (16 337000 долларов США). Спонсорами строительства стали компании «CNPC-Актобемунайгаз», «Великая Стена», «Казахмыс-Петролеум», АО «ТНК „Казхром“», ТОО «Юбилейный», АО «КазМунайГаз», ТОО «Казахойл Актобе». Руководитель АО «Казахстанские железные дороги» Аскар Мамин лично пожертвовал около 200 млн тенге. В общем счете около 200 тысяч людей сделали пожертвования на строительство новой мечети.
Из множества проектов, присланных из Саудовской Аравии, Турции, Узбекистана, Туркмении и других стран, лучшим был выбран проект Айвара Саттарова, авторству которого принадлежит проект мечети Кул-Шариф в Казани. Главным инженером проекта стал С. Б. Майков, главным конструктором — Ю. Н. Волков, главным дизайнером — Р. С. Саттарова.

### Открытие
Строительство мечети началось в апреле 2006 года и было закончено в сентябре 2008 года. Торжественное открытие 22 сентября посетили президент Казахстана Нурсултан Назарбаев, президент России Дмитрий Медведев и бывший Верховный муфтий Казахстана Абсаттар Дербисали.

Но самым незабываемым для меня было посещение Актобе 22 сентября 2008 года, когда произошло великое историческое событие для всего Казахстана, — признался Абсаттар-хаджи. — В тот день президенты Казахстана и России Нурсултан Назарбаев и Дмитрий Медведев присутствовали на открытии областной центральной мечети «Нұр-Ғасыр». Тогда Дмитрий Медведев от имени всех россиян и от своего имени подарил имаму мечети автомашину.
— Абсаттар-хаджи Дербисали

### Открытие музея «Руханият»

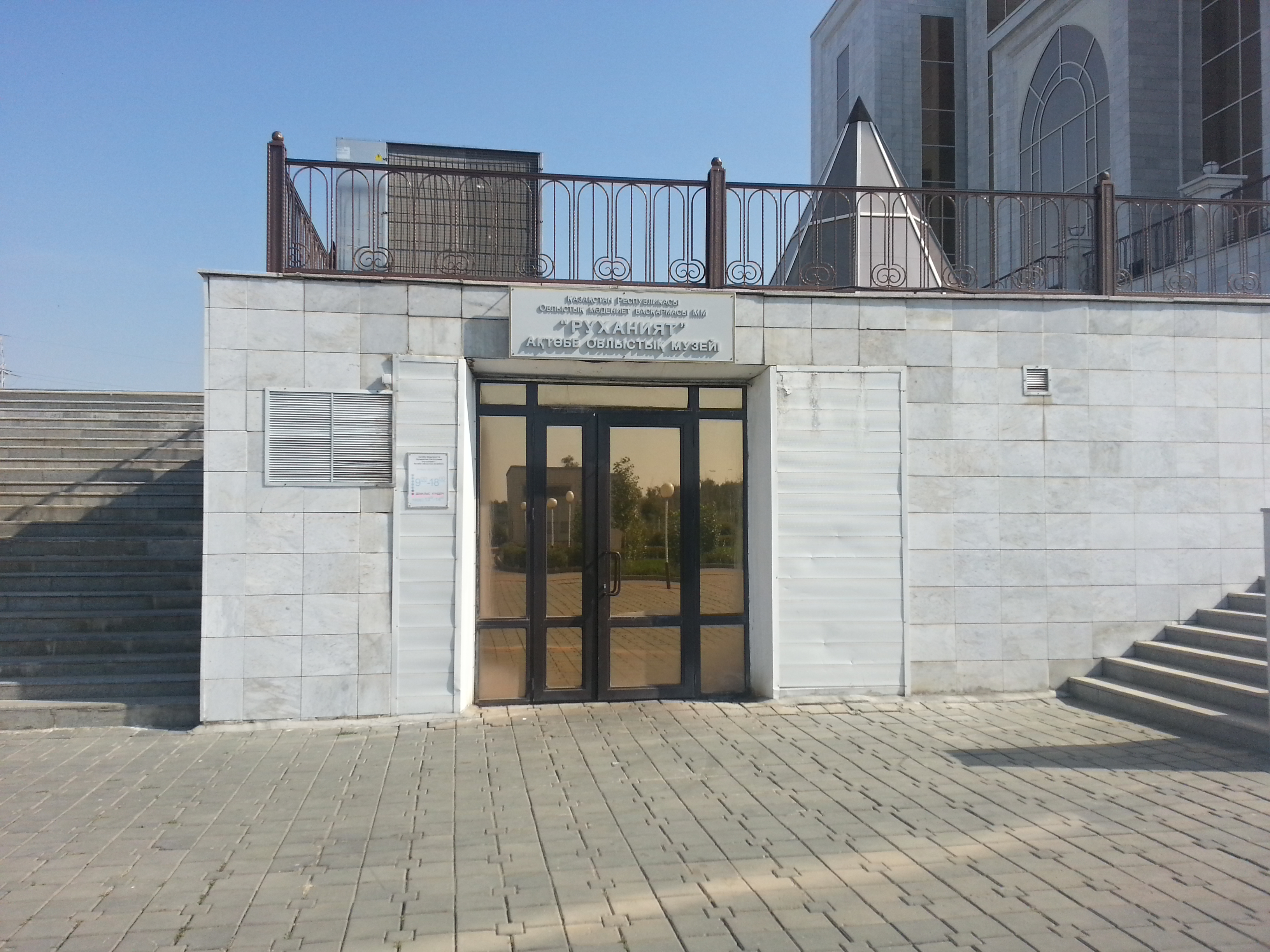
Музей «Руханият», расположенный в цокольном этаже мечети.

Музей площадью 800 м² был официально открыт 8 декабря 2011 года. Расположен на цокольном этаже мечети Нур Гасыр. Основная деятельность музея направлена на «осуществление научно-просветительской, научно-исследовательской и образовательной деятельности, а также выявление и комплектование музейных предметов и музейных коллекций по истории религии и их изучение и публичное представление с помощью первоисточников религии, в которые войдут культовые предметы и книги ученых-богословов».

## Архитектура

### Двор
Большая часть двора мечети вымощена брусчаткой, лишь по краям имеется асфальтовое покрытие для автомобилей. В центре двора расположен большой фонтан в виде восьмиугольной звезды, дизайн которого напоминает саму мечеть. По обеим сторонам расположены лавочки и фонари. Доступ автомобилей во двор мечети ограничен шлагбаумом.

### Здание мечети
Здание мечети — в плане квадрат, по углам которого расположены минареты высотой 63 м каждый. Купол мечети высотой 40 м и диаметром 20 м расположен в самом центре здания. Внутренняя площадь мечети равна 500 м². Купол мечети и верхушки минаретов покрыты металлическим покрытием золотистого цвета.
Конструкции мечети выполнены из монолитного железобетона, для облицовки использован белый мрамор.

#### Цокольный этаж
На цокольном этаже, помимо музея «Руханият», расположены туалеты, комната для омовения, гардеробная, столовая, зал для проведения поминок и других мероприятий. Вход в музей расположен отдельно, а в остальные помещения можно попасть, только пройдя внутрь мечети и спустившись вниз.

#### Купольный зал
В купольном зале расположена изготовленная в Чехии люстра высотой 7,5 м и шириной 5,5 м. Вес люстры из 294 ламп и 12 тыс. хрустальных стёклышек составляет 3 тонны. В основном зале расположен минбар из белого мрамора и михраб, расписанный национальными орнаментами, словами «Аллах», «Мухаммед» и «Аллаху акбар» и следующей цитатой из 114 аята суры аль-Бакара:
قَدْ نَرَىٰ تَقَلُّبَ وَجْهِكَ فِي السَّمَاءِ ۖ فَلَنُوَلِّيَنَّكَ قِبْلَةً تَرْضَاهَا ۚ فَوَلِّ وَجْهَكَ شَطْرَ الْمَسْجِدِ الْحَرَامِ

#### Женская галерея
Женское отделение сделано в виде галереи над основным купольным залом, огороженной полупрозрачными перегородками. Женская галерея может вместить до 500 человек.

## Главные имамы мечети
- Бауыржан Есмахан — с момента открытия до мая 2011 года.
- Абдимутали Дауренбеков — с мая 2011 года до конца 2015 года.
- Толеби Дадилулы Оспан — с мая 2016 года.